# بتقول إيه (ألبوم)
بتقول ايه هو ثالث ألبومات المطربة ميريام فارس،  صدر في 22 أبريل 2008. احتوى الألبوم على عشرة أغاني.

## الأغاني
- بتقول ايه
- مكانه وين (أغنية)
- مش انانيه
- أيام الشتى
- بتروح
- إيه اللي بيحصل (أغنية)
- على خوانه
- انا قلبي ليك
- شو بحب
- لو كنت راضي

صورت من الالبوم خمسة اغاني هم:
- مكانه وين
- مش انانيه
- أيام الشتى
- بتروح
- ايه اللي بيحصل